# 파루스 호텔

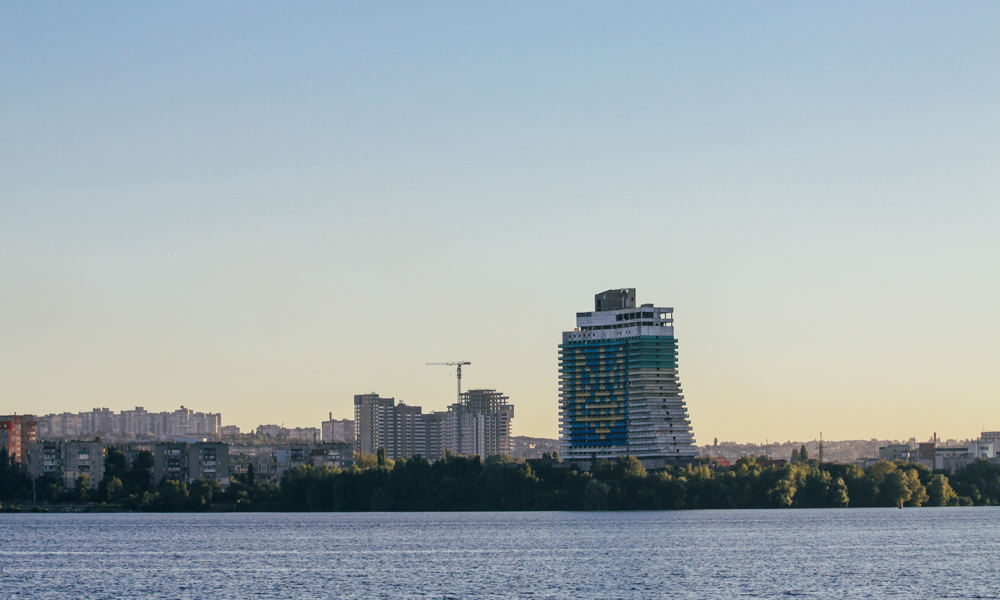
파루스 호텔

파루스 호텔(우크라이나어: Готель «Парус»)은 우크라이나 드니프로에 위치한 미완성 호텔이다. 1975년부터 1989년까지 공사가 진행되었지만 미완성 상태로 남게 되었다.
1970년대 초반에 소련 정부가 드니프로페트롭스크를 상징하는 새로운 건축물을 건설하려는 계획을 수립했다. 소련 정부는 건축물을 통해 소련의 권력, 웅장함, 거대한 규모를 자랑하려는 구상을 갖고 있었다. 1972년부터 1974년까지 호텔 건설 계획이 수립되었고 블라디미르 주예프가 건설을 담당했다. 건축에 재능을 가진 여러 전문가들이 건설 계획에 참여했다.
1974년에는 996개의 객실을 보유한 호텔 건설 계획이 승인되었다. 1,000석 이상의 호텔의 경우에는 모스크바에서는 승인되었지만 키예프에서는 승인되지 않았다. 건설 비용이 9,635,000 소련 루블에 달했을 정도로 드니프로페트롭스크에서는 건설 과정에 가장 많은 비용이 투입되었다. 건설 계획 당시에는 층수는 29층, 객실 수는 589개, 엘리베이터 수는 17개, 전체 면적은 50,000m2, 건축물 총면적은 188,000m2에 달했지만 1987년부터 공사 속도가 느려지기 시작했고 1995년부터는 공사가 중단되었다.

## 같이 보기
- 우크라이나의 마천루 목록